# Heavy Metal Rules
Heavy Metal Rules è il quinto album in studio del gruppo musicale statunitense Steel Panther, pubblicato nel 2019.

## Tracce
1. Zebraman – 0:34
2. All I Wanna Do Is Fuck (Myself Tonight) – 3:53
3. Let's Get High Tonight – 3:48
4. Always Gonna Be a Ho – 4:20
5. I'm Not Your Bitch – 4:04
6. Fuck Everybody – 3:40
7. Heavy Metal Rules – 3:47
8. Sneaky Little Bitch – 4:28
9. Gods of Pussy – 3:51
10. I Ain't Buying What You're Selling – 3:30

## Formazione
- Michael Starr – voce
- Satchel – chitarra
- Lexxi Foxx – basso
- Stix Zadinia – batteria